# 5914 Kathywhaler
5914 Kathywhaler este un asteroid din centura principală de asteroizi.

## Descriere
5914 Kathywhaler este un asteroid din centura principală de asteroizi. A fost descoperit pe 20 noiembrie 1990 la Siding Spring de Robert H. McNaught. Asteroidul prezintă o orbită caracterizată de o semiaxă mare de 3,54 ua, o excentricitate de 0,09 și o înclinație de 10,4° în raport cu ecliptica.